# Občina Silistra
Občina Silistra je občina v istoimenski provinci Silistra na severovzhodu Bolgarije. Leži ob desnem bregu reke Donave. Ime je dobila po upravnem središču - mestu Silistra, ki je tudi glavno mesto province.
Občina zajema 515,89 km² ozemlja na katerem živi 54.885 prebivalcev (december 2009).

## Naselja
Občina Silistra vključuje naslednjih 19 krajev:
| Mesto / vas          | Bolgarsko ime        | Prebivalstvo (December 2009) |
| -------------------- | -------------------- | ---------------------------- |
| Silistra             | Силистра             | 37.837                       |
| Aydemir              | Айдемир              | 6.655                        |
| Babuk                | Бабук                | 580                          |
| Bogorovo             | Богорово             | 82                           |
| Bradvari             | Брадвари             | 1.022                        |
| Balgarka             | Българка             | 150                          |
| Glavan               | Главан               | 104                          |
| Kazimir              | Казимир              | 138                          |
| Kalipetrovo          | Калипетрово          | 4.592                        |
| Polkovnik Lambrinovo | Полковник Ламбриново | 109                          |
| Popkralevo           | Попкралево           | 83                           |
| Profesor Ishirkovo   | Професор Иширково    | 1.171                        |
| Smeški               | Смилец               | 439                          |
| Sratsimir            | Срацимир             | 327                          |
| Srebarna             | Сребърна             | 689                          |
| Sarpovo              | Сърпово              | 56                           |
| Tsenovich            | Ценович              | 53                           |
| Vetren               | Ветрен               | 217                          |
| Yordanovo            | Jordanovo            | 581                          |
| Skupaj               |                      | 54.885                       |

## Prebivalstvo
| Verska sestava Občine Silistra | Verska sestava Občine Silistra | Verska sestava Občine Silistra | Verska sestava Občine Silistra | Verska sestava Občine Silistra |
| ------------------------------ | ------------------------------ | ------------------------------ | ------------------------------ | ------------------------------ |
|                                |                                |                                |                                |                                |
| Pravoslavni kristjani          | Pravoslavni kristjani          |                                | 43.4%                          | 43.4%                          |
| Rimokatloki                    | Rimokatloki                    |                                | 0.3%                           | 0.3%                           |
| Protestanti                    | Protestanti                    |                                | 0.4%                           | 0.4%                           |
| Islamska vera                  | Islamska vera                  |                                | 31.6%                          | 31.6%                          |
| Ne verni                       | Ne verni                       |                                | 3.0%                           | 3.0%                           |
| Ostali                         | Ostali                         |                                | 5.3%                           | 5.3%                           |

V občini Silistra prevladujejo Bolgari, sledijo jim Turki in Romi. Po popisu prebivalstva leta 2011 je prevladovala populacija pravoslavcev.
| Narodna sestava v Občini Silistra (2011) | Narodna sestava v Občini Silistra (2011) | Narodna sestava v Občini Silistra (2011) | Narodna sestava v Občini Silistra (2011) | Narodna sestava v Občini Silistra (2011) |
| ---------------------------------------- | ---------------------------------------- | ---------------------------------------- | ---------------------------------------- | ---------------------------------------- |
|                                          |                                          |                                          |                                          |                                          |
| Bolgari                                  | Bolgari                                  |                                          | 84.1%                                    | 84.1%                                    |
| Turki                                    | Turki                                    |                                          | 12.9%                                    | 12.9%                                    |
| Romi                                     | Romi                                     |                                          | 1.9%                                     | 1.9%                                     |
| Ostali                                   | Ostali                                   |                                          | 1.1%                                     | 1.1%                                     |